# Pilaria stanwoodae
Pilaria stanwoodae är en tvåvingeart som först beskrevs av Alexander 1914.  Pilaria stanwoodae ingår i släktet Pilaria och familjen småharkrankar. Inga underarter finns listade i Catalogue of Life.